# 亚美尼亚人权
亚美尼亚人权往往比大多数后苏联国家的人权状况要好得多，并且已经接近可接受的标准，特别是在经济上该国发展良好。尽管如此，亚美尼亚的人权还存在几个相当大的问题。